# Station Trångsund
Trångsund is een station van het stadsgewestelijk spoorwegnet van Stockholm in de gemeente Huddinge aan de Nynäsbanan op 18,1 km ten zuiden van Stockholm C. 

## Geschiedenis
In 1901 werd een halte met de naam Trångsund door de Nynäsbanan. In 1973, nadat  het voorstadsverkeer was ondergebracht bij Storstockholms Lokaltrafik, werden OV-poortjes geplaatst. In 1986 werd een moderner station gebouwd dat echter al na enkele jaren werd gesloopt toen de uitbouw naar dubbelspoor begon. Het huidige station werd in augustus 1995 in gebruik genomen.

## Ligging en inrichting
Het station heeft een eilandperron dat toegankelijk is vanuit de stationshal aan de loopbrug over het spoor. Trångsund telt rond de 2.200 instappers per dag (2015)

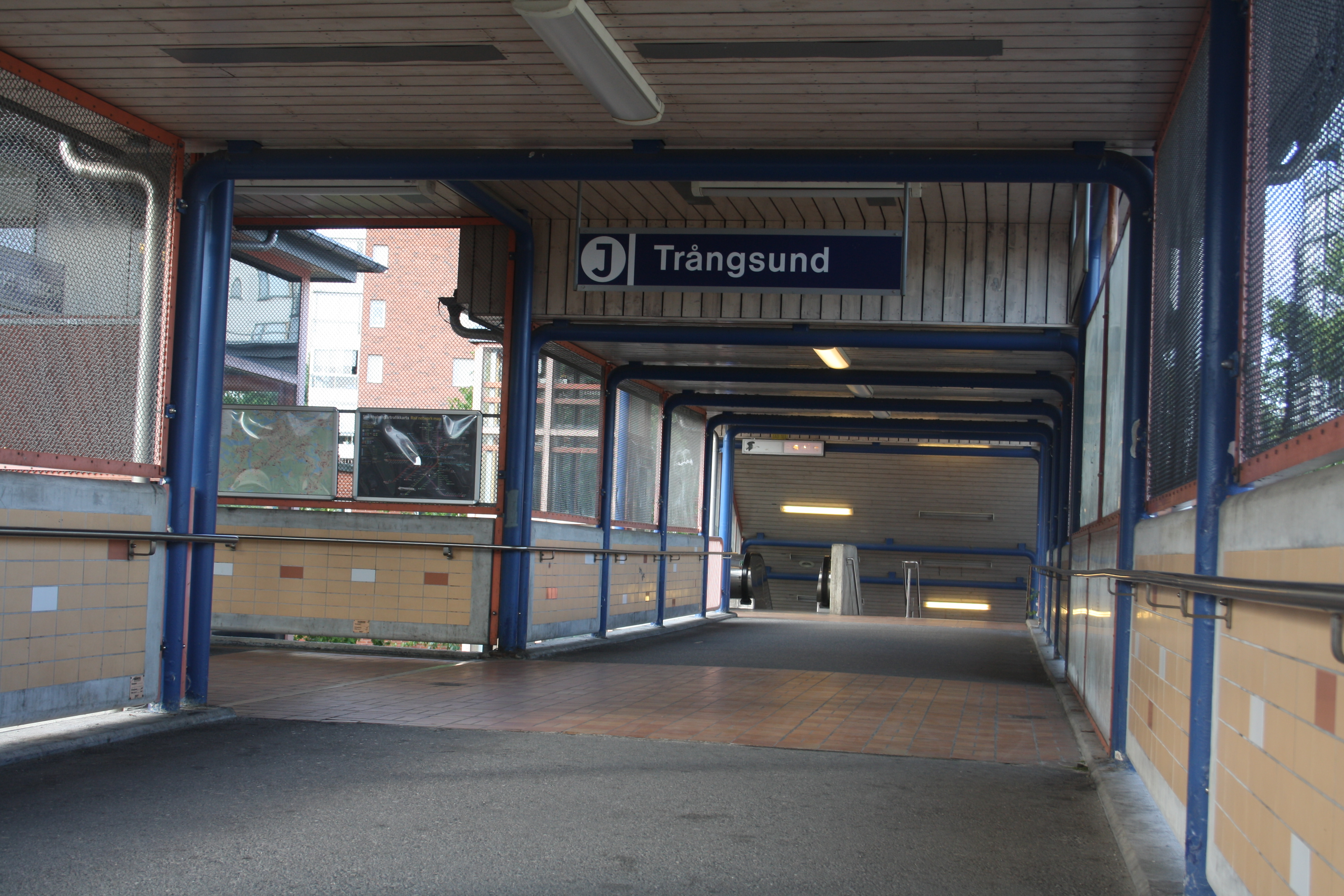
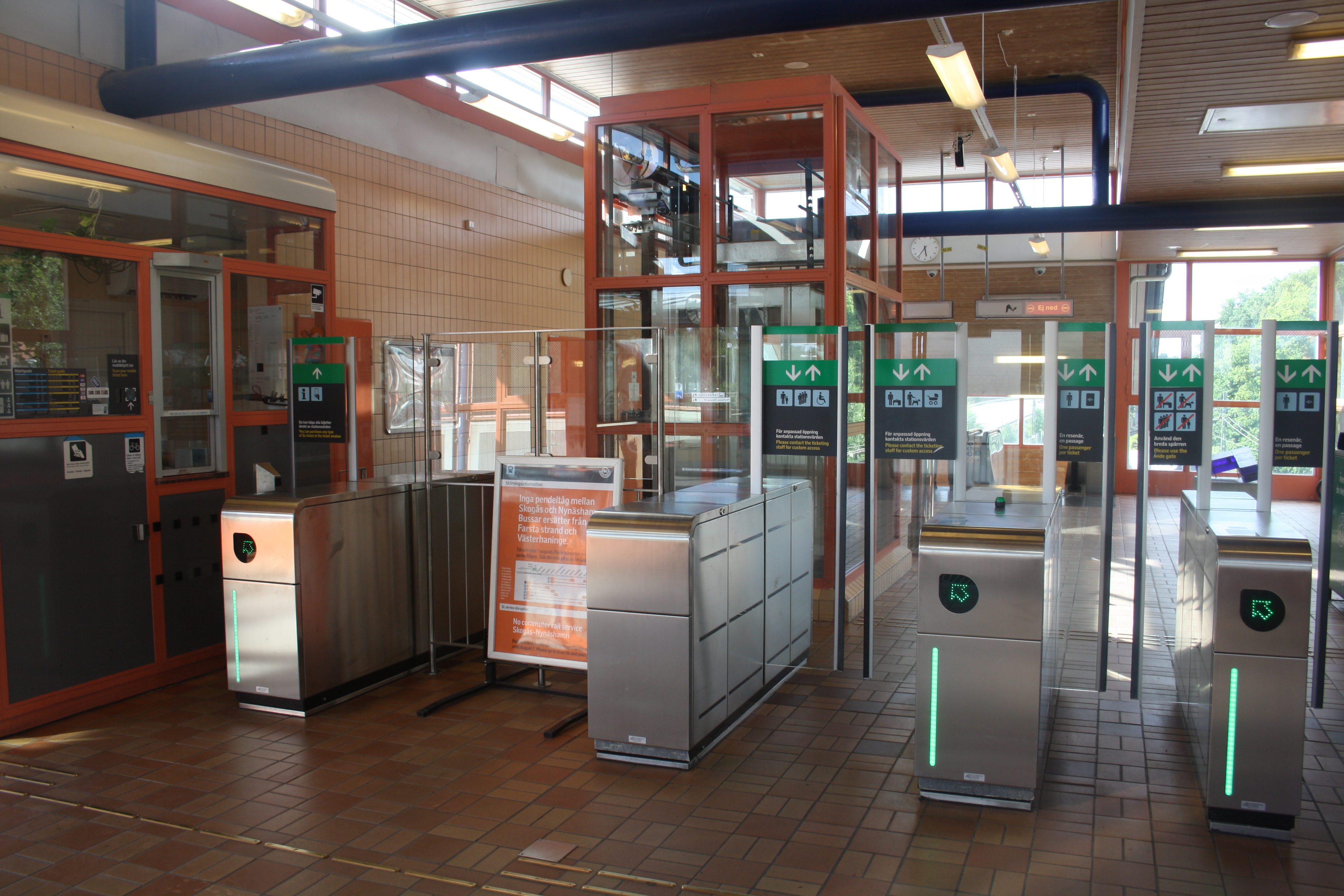
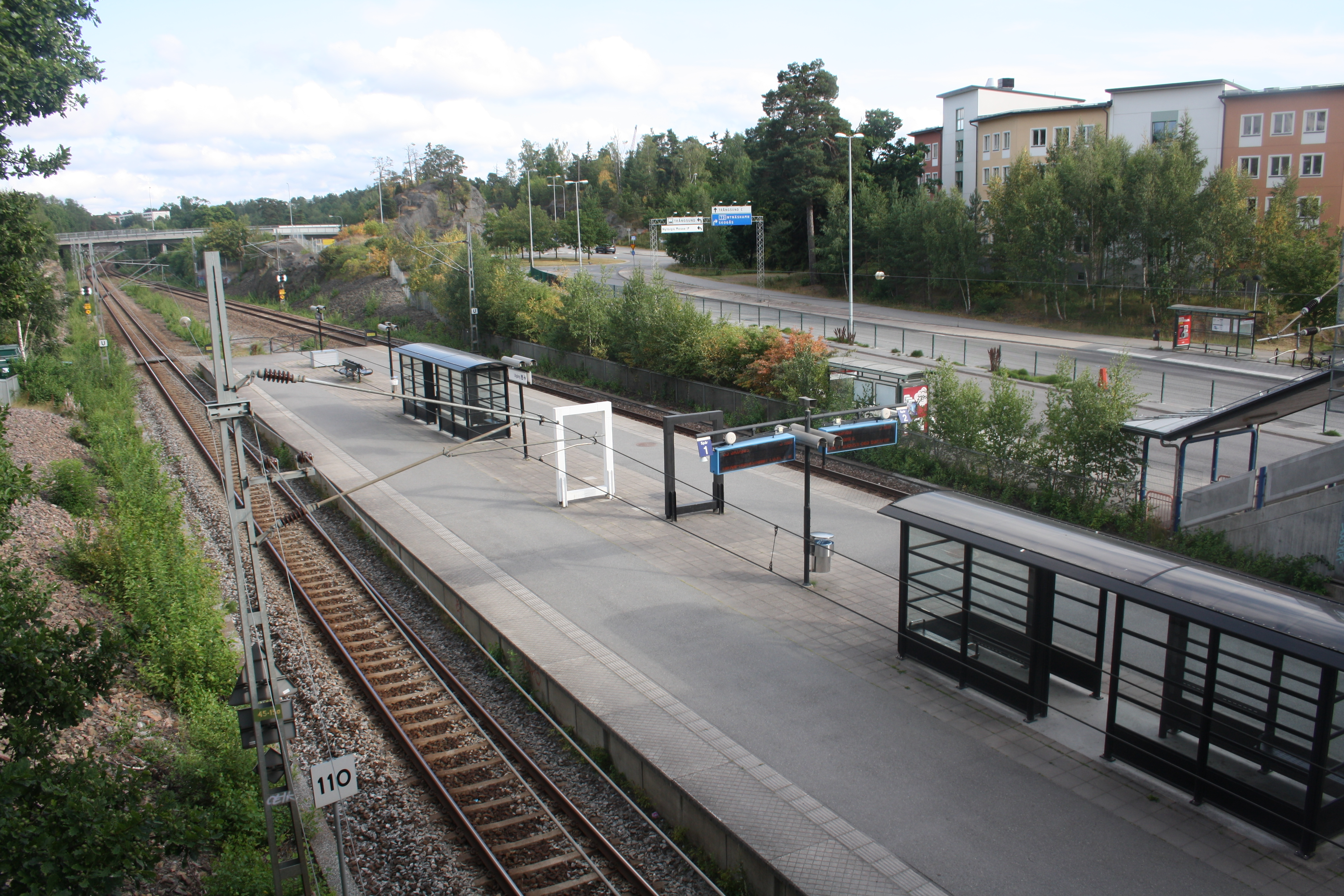